# Mehdi Belhadj
Mehdi Belhadj (* 10. Juni 1995 in Villeneuve-la-Garenne) ist ein französischer Leichtathlet, der im Mittel- und Langstreckenlauf sowie im Hindernislauf an den Start geht.

## Sportliche Laufbahn
Erste Erfahrungen bei internationalen Meisterschaften sammelte Mehdi Belhadj bei den Crosslauf-Weltmeisterschaften 2013 in Bydgoszcz, bei denen er nach 23:45 min den 56. Platz im U20-Rennen belegte. Im Dezember gelangte er bei den Crosslauf-Europameisterschaften in Belgrad nach 18:22 min auf Rang zwölf im U20-Rennen und sicherte sich in der Teamwertung die Goldmedaille. Im Jahr darauf erreichte er bei den Juniorenweltmeisterschaften in Eugene mit 9:13,82 min Rang 14 über 3000 m Hindernis und im Dezember wurde er bei den Crosslauf-Europameisterschaften in Samokow nach 21:16 min 36. im U20-Rennen. Bei den Crosslauf-Europameisterschaften 2018 in Tilburg lief er nach 30:39 min auf Rang 53 im Einzelrennen ein und im Jahr darauf kam er bei den Halleneuropameisterschaften in Glasgow mit 3:48,30 min nicht über die Vorrunde im 1500-Meter-Lauf hinaus. 2022 siegte er in 8:16,39 min beim Meeting Iberoamericano und gelangte anschließend bei den Weltmeisterschaften in Eugene mit 8:34,49 min im Finale auf Rang 13. Im August verpasste er bei den Europameisterschaften in München mit 8:42,38 min den Finaleinzug.
2022 wurde Belhadj französischer Meister im 3000-Meter-Hindernislauf.

## Persönliche Bestzeiten
- 1500 Meter: 3:38,13 min, 22. Juni 2019 in Tomblaine
  - 1500 Meter (Halle): 3:40,65 min, 2. Februar 2019 in Karlsruhe
- 3000 Meter: 8:31,25 min, 14. Mai 2017 in Montgeron
  - 3000 Meter (Halle): 7:58,09 min, 19. Februar 2021 in Miramas
- 3000 m Hindernis: 8:12,43 min, 9. Juli 2021 in Monaco